# Maggie Daniels
Maggie Daniels (* als Maggie Danylewicz) ist eine britische Theater- und Filmschauspielerin.

## Leben
Erste schauspielerische Erfahrungen sammelte Daniels in vier Episoden der Mini-Serie Roland Rat: The Series. Die gebürtige Londonerin besuchte von 2008 bis 2009 den Drama Studio London Acting Course. Nach einer langjährigen Auszeit vom Filmschauspiel begann sie 2011 in den Filmen Coincidence und Paladin – Der Drachenjäger mitzuwirken. Anschließend folgten Rollen in einigen Kurzfilmen. Von 2015 bis 2019 stellte sie die Rolle der Registrar in der Fernsehserie EastEnders dar. 2019 übernahm sie in zwei Episoden der Fernsehserie Pennyworth die Rolle der Mrs. Darkness.

## Filmografie
- 1986: Roland Rat: The Series (Mini-Serie, 4 Episoden)
- 2011: Coincidence
- 2011: Paladin – Der Drachenjäger (Dawn of the Dragonslayer)
- 2012: Daisy and the Tramp (Kurzfilm)
- 2013: The Interpreter (Kurzfilm)
- 2013: Junta (Kurzfilm)
- 2014: Jack Ryan: Shadow Recruit
- 2014: Woodfalls
- 2015: A Gert Lush Christmas (Fernsehfilm)
- 2015: The Son (Kurzfilm)
- 2015–2019: EastEnders (Fernsehserie, 3 Episoden)
- 2016: Lucky Man (Fernsehserie, Episode 1x06)
- 2016: Mona
- 2016: On Paper (Kurzfilm)
- 2016: The Mishap (Kurzfilm)
- 2017: Jack and Dean of All Trades (Fernsehserie, Episode 2x03)
- 2017: Undocument
- 2017: Holby City (Fernsehserie, Episode 19x60)
- 2018: Hard Sun (Mini-Serie, 2 Episoden)
- 2018: Scott and Sid
- 2018: The Innocents (Fernsehserie, Episode 1x03)
- 2018: Jahrmarkt der Eitelkeiten (Vanity Fair) (Mini-Serie, 2 Episoden)
- 2018: The Haunted
- 2019: Grantchester (Fernsehserie, Episode 4x05)
- 2019: Jerk (Fernsehserie, Episode 1x02)
- 2019: Pennyworth (Fernsehserie, 2 Episoden)
- 2019: Cats
- 2020: Breeders (Fernsehserie, Episode 1x10)
- 2021: Doctors (Fernsehserie, Episode 21x172)

## Theater (Auswahl)
- 2014: Bitten, Regie: Mark Pollard (Ego Actus)
- 2014: The House of Bernarda Alba, Regie: Scott Hurran (King's Head Theatre)
- 2015: Madiya, Regie: Choon Ping (The Gate Theatre)
- 2016: Legacy, Regie: Mark Rose (Blueprint Theatre)
- 2016: Hayfever, Regie: Edward Max (Frinton Theatre)
- 2017: Absolution, Regie: Eloise Lally (Little Pieces of Gold, Southwark Playhouse)
- 2017: Spring Offensive, Regie: Marie McCarthy (Omnibus Clapham)
- 2018: Monachopsis, Regie: Jemma Gross (The Bunker Theatre)
- 2018: One Hundred Trillion, Regie: Matthew Parker (The Dot Collective, Southwark Playhouse)
- 2019: One Hundred Trillion, Regie: Laura Harling (Old Vic Workrooms)